# Sœurs missionnaires de l'Assomption
Pour les articles homonymes, voir Assomption (homonymie).
Les Sœurs missionnaires de l'Assomption sont une congrégation religieuse catholique apostolique fondée au Cap (Afrique du Sud) en 1852.

## Historique
En 1849, huit sœurs ont été envoyées en Afrique du Sud par mère Marie-Eugénie de Jésus des Religieuses de l'Assomption en réponse à une demande de l'évêque irlandais Aidan Devereux, vicaire apostolique du Cap-Oriental. Ces sœurs, sous la direction de mère Marie-Gertrude Henningsen (1822-1904), devaient l'aider dans sa mission à Grahamstown en lui fournissant une éducation. Les sœurs s'y installèrent, créèrent deux écoles et commencèrent leur ministère d'éducation. La huitième guerre frontalière éclate en décembre 1850 entre les colons européens et le peuple indigène Xhosa. En conséquence, un grand nombre d'enfants se retrouvèrent orphelins et les sœurs leur fournirent des soins et un hébergement jusqu'à ce qu'ils puissent être placés dans des familles.

## Aujourd'hui
La supérieure générale actuelle est sœur Barbara Standing, la maison généralice se trouve à Johannesburg.
La congrégation compte environ 70 religieuses réparties en une dizaine de communautés. Elles font partie de la famille assomptionniste.

### Article lié
- Liste d'ordres religieux catholiques